# Courbette

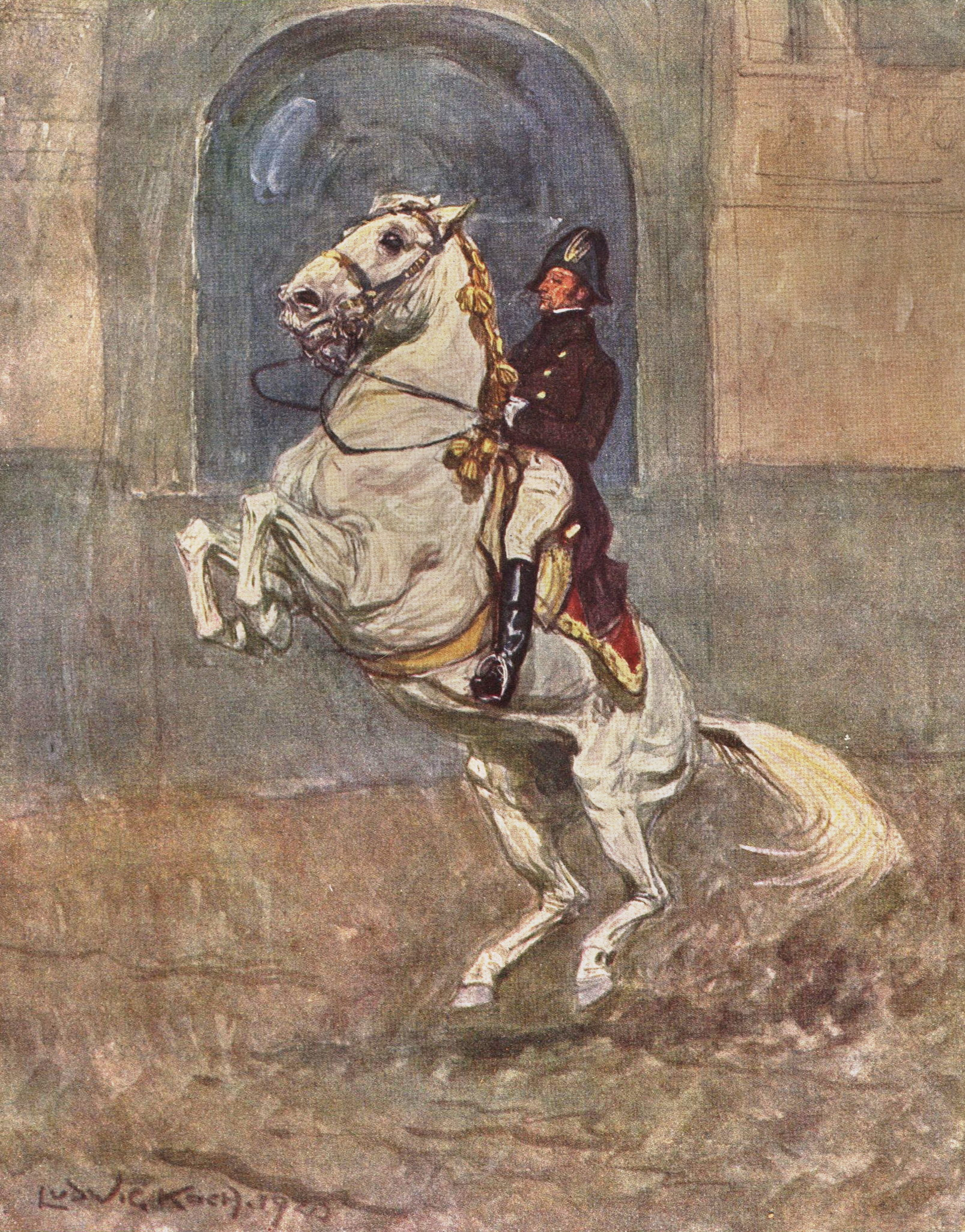
Courbette (Gemälde von Ludwig Koch)

Als Courbette (von französisch courbette ‚tiefe Verbeugung, Bückling‘) wird eine Übung der Hohen Schule der klassischen Reitkunst bezeichnet, die – wie Croupade, Ballotade und Kapriole – zu den Schulsprüngen zählt und mit den Erhebungen wie Levade und Pesade zur sogenannten Schule über der Erde.
In der klassischen Form stellt die Courbette eine Art kurzen, hocherhoben gesprungenen, schaukelnden Galopp im Zweitakt dar. Das Pferd hebt beide Vorderhufe, steht zunächst auf der Hinterhand, setzt die Vorderbeine wieder ab, dann springen beide Hinterbeine in einem Satz nach. Daraus resultiert nur wenig oder gar kein Raumgewinn. Eine ähnliche Bewegung weniger erhaben gesprungen nennt man Mezair; springen die Beinpaare nicht exakt nebeneinander, sondern versetzt voreinander, spricht man von Terre à Terre. Die Wiedergabe der Courbette mit ihrer ausdrucksvollen erhobenen Phase galt vor Erfindung der Photographie als kennzeichnende Darstellungsform galoppierender Pferde in der bildenden Kunst.
Ab etwa 1850 erfolgt eine Unterscheidung von Courbette (wie oben beschrieben) und Doppelcourbette durch Seeger, Steinbecht und Holleufer. Bei der Doppelcourbette springt das Pferd in dem Moment der Courbette, da es die Vorderbeine in der Luft hat, einen Satz auf den Hinterbeinen nach vorn – es rebattiert – und landet erst danach wieder mit den Vorderbeinen.

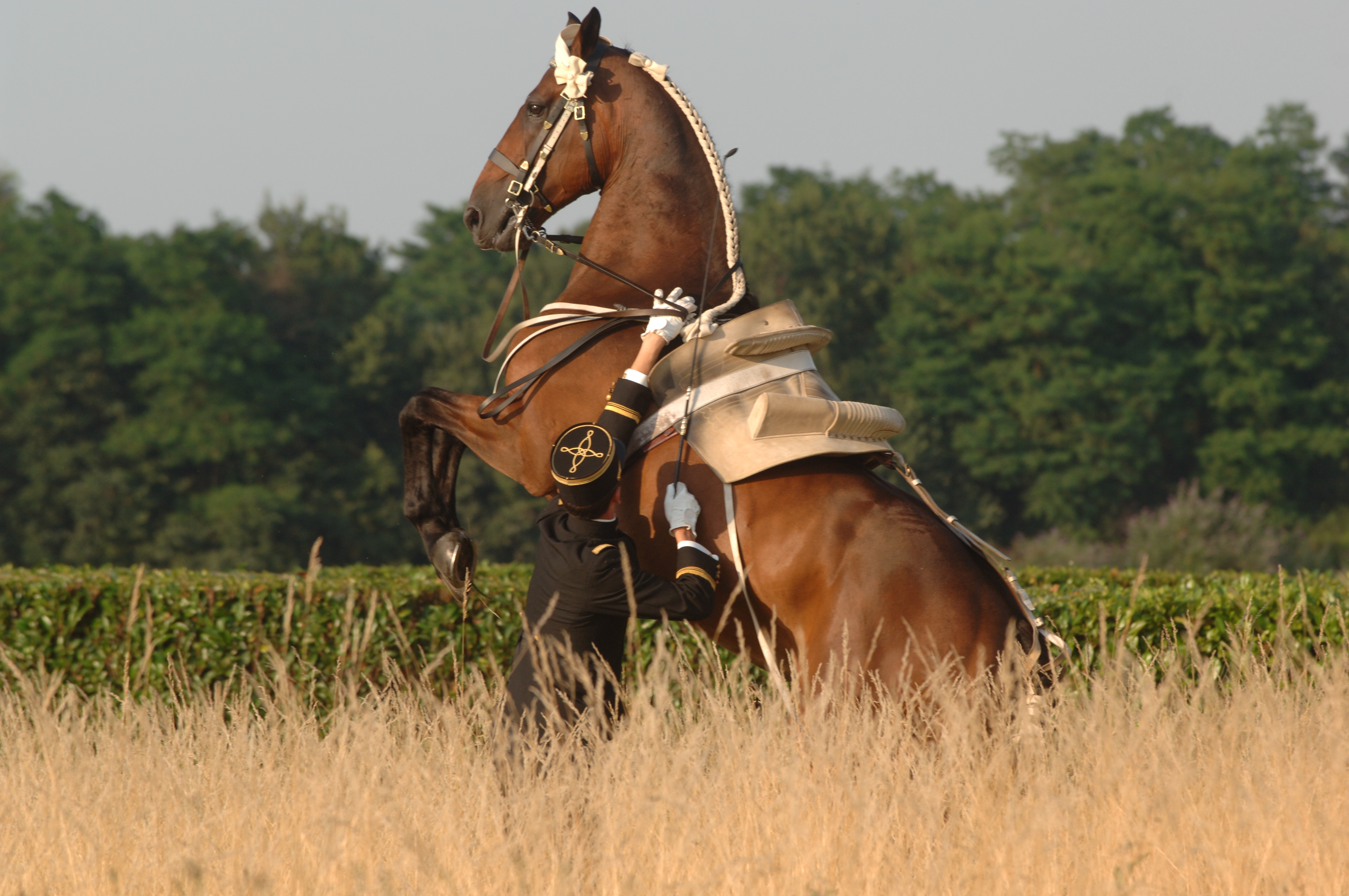
Interpretation der Courbette des Cadre Noir als steile Pesade

Im Laufe der Zeit hat sich die Bedeutung des Ausdrucks in den Reitschulen von Saumur und von Wien gewandelt sowie unterschiedlich entwickelt. In der 1814 in Saumur gegründeten Militärakademie Cadre Noir wird unter „Courbette“ inzwischen eine sehr hohe, kurze Pesade verstanden.
Demgegenüber hat sich hat sich in der Spanischen Hofreitschule in Wien aus dem einfachen Rebattieren die Praxis entwickelt, Pferde mehrere Sprünge hintereinander auf den Hinterbeinen vollführen zu lassen. Dieses Mehrfachrebattieren wird Wiener Courbette genannt.